# Chrysopogon fulvibarbis
Chrysopogon fulvibarbis är en gräsart som först beskrevs av Carl Bernhard von Trinius, och fick sitt nu gällande namn av Jan Frederik Veldkamp. Chrysopogon fulvibarbis ingår i släktet Chrysopogon och familjen gräs. Inga underarter finns listade i Catalogue of Life.